# Кипятков, Валентин Владиленович
Кипятков, Валентин Владиленович (5 июня 1976 г.) — российский программист, миллиардер, сооснователь и почётный сотрудник компании JetBrains.

## Биография
- В 1998 году окончил математико-механический факультет Санкт-Петербургского государственного университета.
- В конце 1990-х годов работал в Санкт-Петербургской компании TogetherSoft[3].
- В 1999 году выехал из Санкт-Петербурга в Прагу, чтобы работать в пражском филиале компании TogetherSoft[4].
- В 2000 году, совместно с Сергеем Дмитриевым и Евгением Беляевым основал компанию JetBrains, первый офис которой был расположен на съёмной квартире в Праге[5].
- В 2023 году компания JetBrains окончательно покинула российский рынок и распродала недвижимость. Последние офисные объекты в декабре приобрела DIY-компания «Петрович»[6]. До этого, еще в 2022 году, корпорации «Стерх» был продан бизнес-центр Universe в Санкт-Петербурге[7].

## Состояние
Вошел в рейтинг журнала Forbes 2022 года «88 российских миллиардеров», где занял 34 место с состоянием 2,9 млрд $.

## Личная жизнь, хобби
- По состоянию на 2015 год продолжал жить в Санкт-Петербурге[5].
- Пилот-любитель[9].